# Michael Mutzel
Michael Mutzel (Memmingen, 1979. szeptember 27. –) német labdarúgó-középpályás.